# Pseudotritomaria
Pseudotritomaria là một chi rêu trong họ Jungermanniaceae.